# Hydraulique du parc du château de Versailles
Le parc de Versailles, dès sa création, est pourvu de nombreux bassins, fontaines et jets d'eau. Le roi Louis XIV accorde une grande importance aux jeux d'eau censés sublimer sa splendeur. Avec toujours plus de fontaines et de jets, le parc en comptera jusqu'à 1400, l'apport en eau devra être toujours plus important. L'approvisionnement sera une préoccupation constante dès le début de l'aménagement des jardins car le site choisi de Versailles est une zone marécageuse loin de toute source importante d'eau vive. Il faudra donc d'importants travaux d'hydraulique pour aller chercher l'eau toujours plus loin, travaux qui ne seront jamais suffisants. À la fin du règne de Louis XIV, les jets d'eau consomment 6 300 m3 à l'heure. L'aménagement du parc et les travaux pour son approvisionnement en eau représenteront un tiers du coût total de construction du château de Versailles.

## Un site peu approprié
Le jeune roi avait été marqué le 17 août 1661 par les jeux d'eau du château de Vaux-le-Vicomte lors de la fête donnée par le surintendant Fouquet.  Mais le site choisi de Versailles pour installer la nouvelle résidence royale ne se prête pas à l'installation d'un tel parc. Construit sur des terrains marécageux, il n'est pas à proximité immédiate d'une rivière et se trouve 142 mètres au-dessus de la Seine, distante de plusieurs kilomètres. La seule ressource naturelle du château est l'étang de Clagny, situé juste au nord du château (aujourd'hui comblé, il se situait au bas de l'actuelle rue des Réservoirs à Versailles), mais qui n'était alimenté que par quelques ruisseaux. À cela s'ajoutera un problème technique, au milieu du XVIIe siècle, les connaissances en hydraulique n'ont guère progressé depuis l'Antiquité.

## le perfectionnement des techniques
Si le principe sera toujours le même — trouver de l'eau en quantité suffisante, l'amener dans un réservoir plus ou moins masqué et situé en hauteur de manière à alimenter les fontaines et obtenir les jets les plus hauts, la technique pour y parvenir va évoluer au fil des années et des nombreux travaux.
Les tuyaux de bois sont remplacés par des tuyaux de plomb puis par une matière nouvelle et moins onéreuse, le fer de fonte. Les fontainiers deviennent une fonction importante, les Francine constitueront une dynastie et ces techniciens seront quelquefois anoblis par le roi.  
Les techniques de pompage et d'acheminement d'eau longue distance vont également se perfectionner, comme la machine de Marly pour pomper l'eau de la Seine ou le niveau optique pour mesurer les pentes sur de longues distances.

## 1662-1667 - Les premiers travaux d'hydraulique

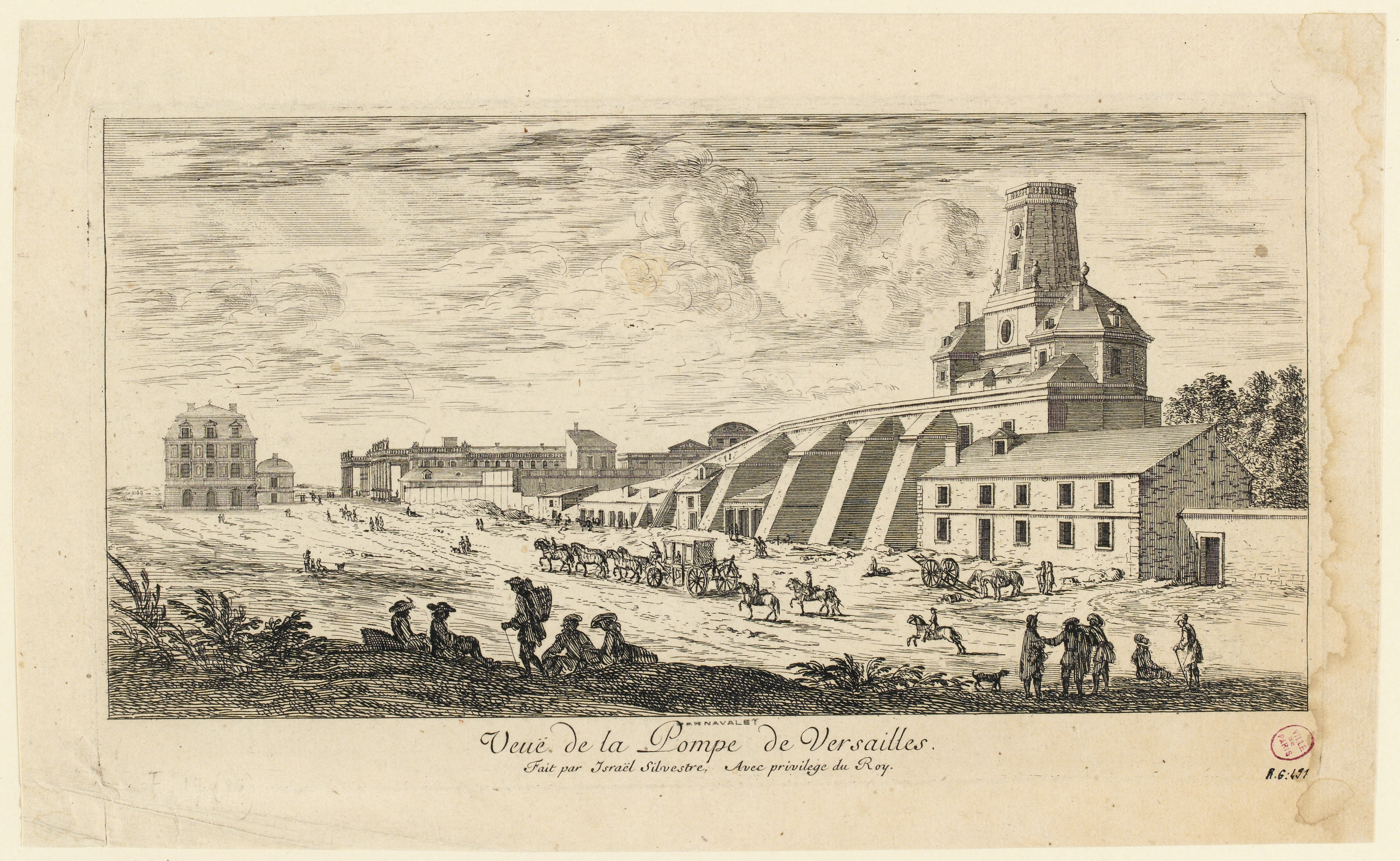
Vue de la pompe de Versailles, après 1664.

Le premier système hydraulique du château constitué d'un modeste réservoir du parc de 100 m3, est alimenté par une pompe mue par un cheval et tirant l'eau du lac de Clagny Le débit est alors de 600 m3 par jour. Elle permet d'alimenter les premières fontaines du parc. En 1663, l'intendant des fontaines, Denis Jolly fait installer une nouvelle pompe actionnée par deux manèges de chevaux. Les Francine, fontainiers du Roi, vont édifier 3 ans plus tard un grand réservoir de 580 m3 construit au-dessus de la toute nouvelle grotte de Téthys qui disposait d'importants jeux d'eau. Ils font également construire 3 moulins à vent qui puisent l'eau dans l'étang de Clagny par une chaine à godets et la mettent ainsi à une hauteur suffisante pour l'acheminer sur les terrasses nord du château.
Ce premier système hydraulique permet d'alimenter la douzaine de fontaines alors existantes et le roi inaugure le 17 août 1666 les premières « Grandes eaux » de Versailles. 
En 1667, trois réservoirs de glaise d'une capacité totale de 5 000 m3 sont construits au nord du château donnant son nom à la rue qui les longe, l’actuelle rue des Réservoirs (Versailles).

## 1668-1674 - Détournement des eaux de la Bièvre
Le roi veut rajouter d'autres fontaines et jets. Pour cela on décide de détourner les eaux de la Bièvre qui prend sa source au hameau des Bouviers à Guyancourt au sud de Versailles et se jette dans la Seine à Paris. Un barrage est édifié dans cette rivière, créant ainsi l'étang du Val. Des moulins à vent à godets remontent alors l'eau  sur le plateau de Satory vers les réservoirs de la Martinière et de Satory. Un siphon en fonte est installé pour que l'eau traverse la dépression de l'étang des Suisses et par un aqueduc, rejoigne le réservoir de la grotte de Thétys.
Les ouvrages sont achevés en 1674.

## L'idée d'un canal depuis la Loire
Pierre-Paul Riquet (1609-1680) supervise la construction du canal royal en Languedoc (actuel canal du Midi) alors considéré comme le plus grand chantier du XVIIe siècle et qui sera achevé en 1681. Il propose au roi de construire un canal amenant l'eau de la Loire à Versailles. L'idée séduit Louis XIV qui envisage d'accorder 2,4 millions de livres pour la réalisation de l'ouvrage. Colbert, qui doute du projet, charge l'abbé Picard, membre de l'académie des Sciences de faire un relevé du nivellement de la pente. Celui-ci a mis au point un niveau à lunette permettant une précision de mesure de 1 cm par km alors que les précédents instruments n'autorisaient que 10 mètres par kilomètre. Ces mesures montrent l'infaisabilité du projet, le niveau de captage de la Loire à l'endroit prévu par Riquet se révélant plus bas que celui du site de Versailles. Le projet est abandonné.

## 1675-1678 - Création et captage des étangs de Trappes et de Bois d'Arcy
L'abbé Picard, en prospectant les environs de Versailles, constate que les plateaux de Trappes et de Bois d'Arcy sont plus hauts que les réservoirs de Versailles. Les pluies alimentent quelques mares qui s'évacuent vers la Bièvre au travers de deux ravins. Colbert les fait barrer en 1675, créant deux étangs artificiels. Il fait construire un aqueduc de 1 500 mètres, traversant en partie la colline de Satory et venant remplir le réservoir du même nom. Les travaux sont achevés en 1678. Les fontaines du parc peuvent alors fonctionner plusieurs heures par jour, tous les jours. Les pompes de Clagny peuvent être arrêtées.

## 1678-1685 - Pompage de l'eau de la Seine

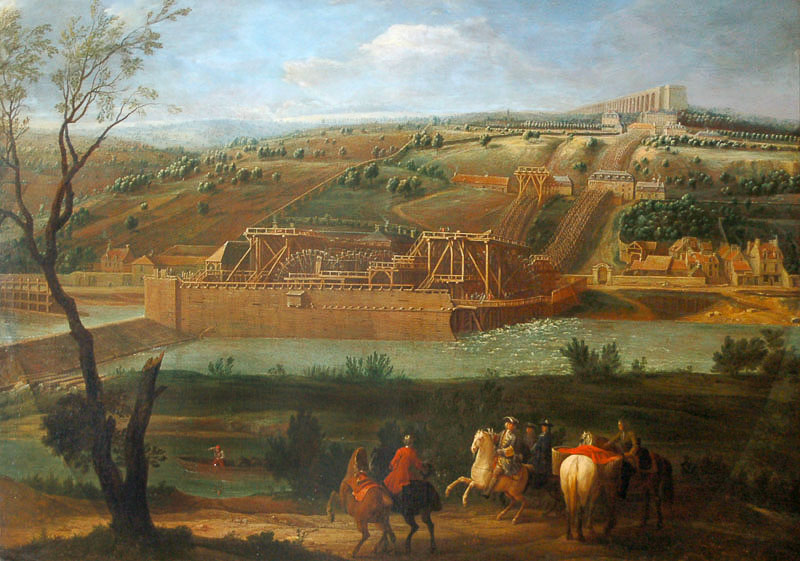
La machine et l'aqueduc de Marly par Pierre-Denis Martin.

L'idée de pomper l'eau de la Seine, fleuve ou rivière importante la plus proche du domaine de Versailles existait depuis plusieurs années. La distance de dix kilomètres et surtout le dénivelé de 142 mètres, exigeaient de concevoir une machine monumentale et coûteuse pour pomper l'eau et pour l'amener jusqu'aux réservoirs de Versailles. Colbert avait écarté ainsi divers projets dont celui de Jacques de Manse,
Un ambitieux entrepreneur liégeois Arnold de Ville, par ses relations et la fabrication d'une pompe à Saint-Maur, présente directement au roi son projet d'une pompe à Marly.  
En moins d'un an, de mai 1681 et juin 1682, Arnold de Ville et une équipe de charpentiers, dirigés par les frères Paulus et Rennequin Sualem, construisent la machine qui est inaugurée en présence du roi et de la cour. Colbert va alors ordonner d'importants travaux pour acheminer cette eau à Versailles avec la construction d'aqueducs, les aqueducs de Louveciennes et de Picardie, et de réservoirs.
La machine de Marly alimentait en premier les bassins, fontaines et jeux d'eau des jardins du château de Marly car elle seule permettait le fonctionnement du Grand jet de Marly (40 m de hauteur) à l'époque le plus grand jet d'eau de tout le royaume de France. 

## 1680-1685 - Les étangs inférieurs

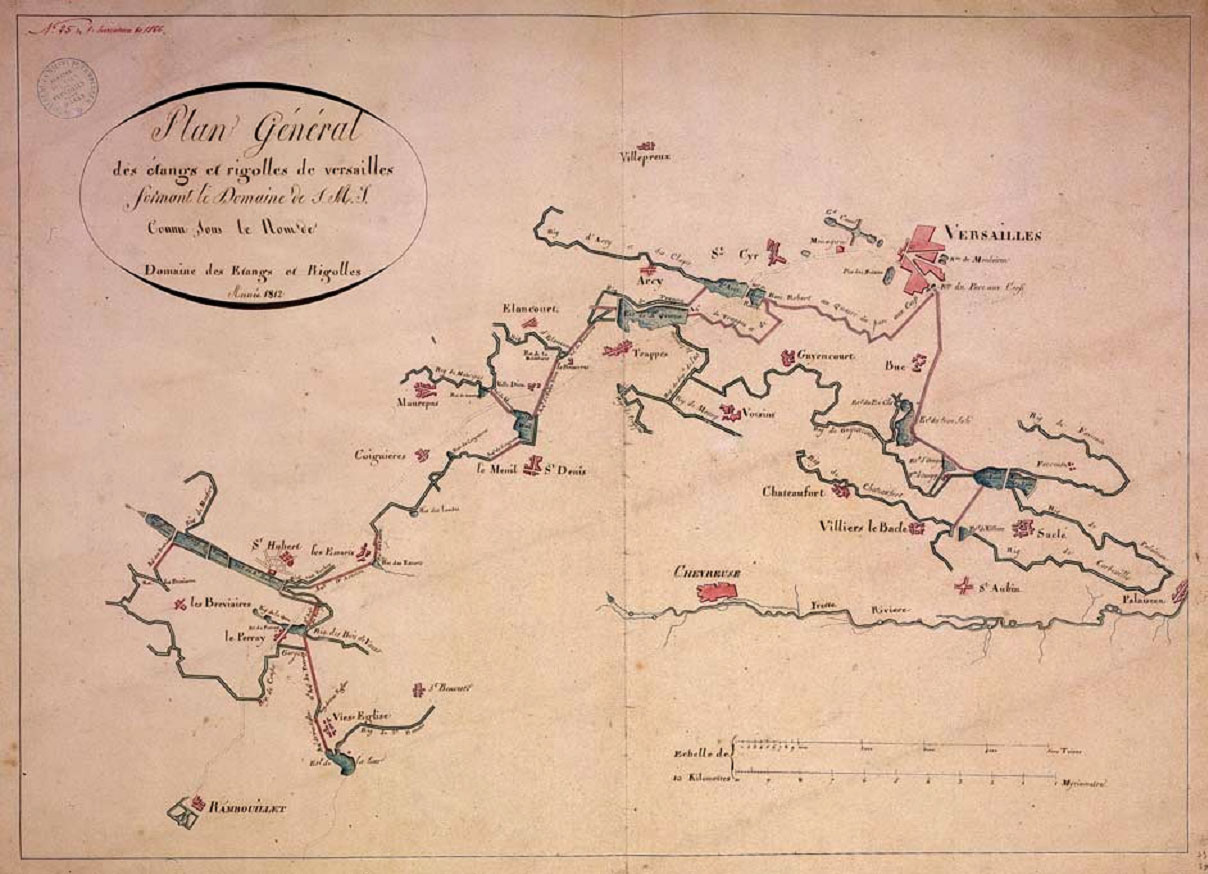
Plan général des étangs et rigoles de Versailles datant de 1812.

Système d'acheminement d'eau depuis le plateau de Saclay avec l'étang de Villiers se déversant via l'aqueduc des Mineurs dans l'étang de Saclay, l'étang d'Orsigny, l'étang du Trou salé. L'aqueduc de Buc permet l'acheminement de l'eau sur le réservoir de Gobert.

## 1683-1685 - Les étangs supérieurs
Colbert meurt en 1683. Louvois va alors prendre la suite et va considérablement augmenter le nombre d'étangs dit supérieurs reliés entre eux : étang de la Tour, étang du Perray, étangs de Hollande, étang des Noës (au Mesnil Saint-Denis), et enfin étang de Trappes (aujourd'hui étang de Saint-Quentin). Ainsi les étangs de Rambouillet jusqu'à celui de Trappes étaient-ils reliés entre eux, formant une rivière artificielle dite « lit de rivière » (le nom de rivière royale ou rivière du Roi Soleil sera donné à cet ensemble hydraulique au XXe siècle pour des raisons touristiques). Cette rivière artificielle était alimentée par les nombreuses rigoles de drainage créées à cet effet, qui modifièrent durablement l'aspect de la région et ouvrirent près de 15 000 ha de terres à la culture. La longueur de cette rivière artificielle et de ces aqueducs était de près de 34 km dont les deux tiers d'ouvrages maçonnés.

## 1685 - Le seul réseau gravitaire
En 1685 avec l'arrêt des moulins du Val qui remontaient dans les réservoirs de Satory l'eau de la Bièvre, les derniers moulins de Clagny arrêtés l'année précédente et la machine de Marly consacrée à l'alimentation des jardins du château de Marly, Versailles n'est plus alimenté que par le réseau gravitaire.

## 1685-1688 - Début et abandon du canal de l'Eure

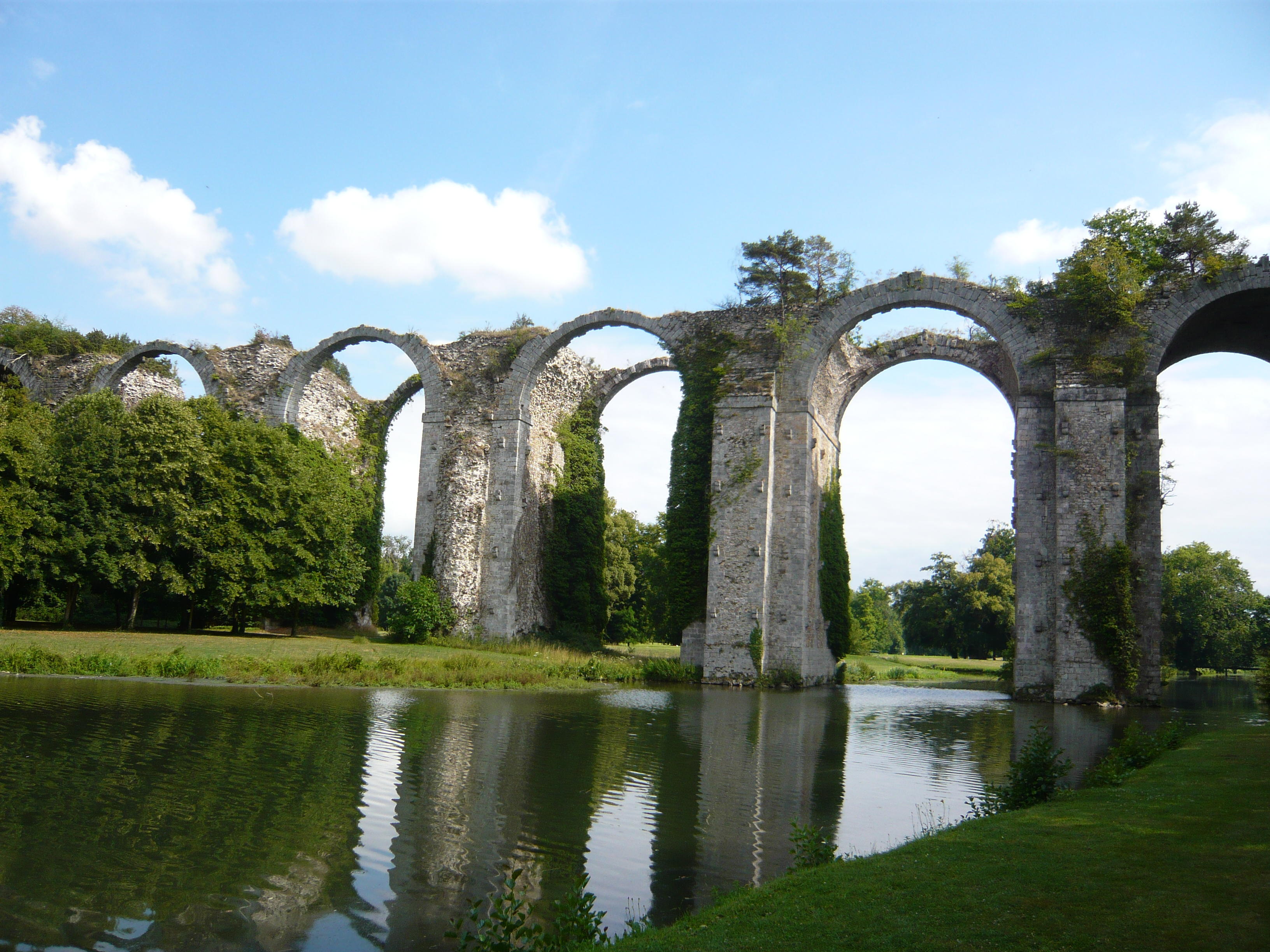
Ruines de l'aqueduc de Maintenon.

La machine de Marly se révélant insuffisante, une autre source d'approvisionnement est cherchée. Monsieur de la Hire démontre la « faisabilité » de détourner une partie des eaux de l'Eure, Louvois planifie le creusement d'un canal, non navigable, reliant l'Eure au domaine de Versailles, appelé alors canal Louis XIV. 
Il ordonne alors à Vauban de procéder aux travaux. Le canal d'une longueur prévue de plus de 80 kilomètres devait avoir une pente de 14 à 17 cm par kilomètre pour l'écoulement. Les eaux doivent être détournées un peu en amont de Pontgouin, à côté de Chartres, pour être acheminées à l'étang de la Tour (aujourd'hui dans le département des Yvelines), étang déjà relié aux étangs supérieurs.
Les travaux débutent en 1685. Ils emploieront jusqu'à 30 000 hommes. Deux aqueducs sont construits pour franchir d'abord la vallée des Lorris à Berchères, de 1 000 mètres de long, puis l'Eure à Maintenon, de 5 000 mètres de long. Les travaux sont interrompus au printemps 1688. 6 000 hommes sont morts de la fièvre paludéenne l'année précédente. Surtout la France est entrée en guerre contre la Ligue de Augsbourg. Les hostilités dureront neuf années, l'état des finances du Royaume et la mort de Louvois feront que les travaux ne reprendront pas à la fin de la guerre, malgré les 9 millions de livres déjà dépensées.

## Après Louis XIV
Le roi meurt en septembre 1715. Le Régent, le nouveau roi encore mineur et la cour s'installent à Paris. Le réseau hydraulique n'est plus entretenu. Des branchements sauvages sont réalisés et la promiscuité avec les eaux usées provoque maladies et épidémies. En 1722, la Cour revient au château de Versailles et une priorité est mise sur les questions sanitaires
En 1736, l'étang de Clagny est comblé. 
Plus tard des filtres sont installés aux réservoirs, et en 1784 est créé le pavillon des Filtres au débouché de l'aqueduc de Picardie.

## Aujourd'hui
En 1950, l'aqueduc de Buc est mis hors service. En 1977, l'aqueduc de Trappes est partiellement détruit avec l'extension de la ville. À ce moment, les eaux du parc de Versailles fonctionnent en circuit fermé, une pompe électrique pompe l'eau du Grand Canal et réalimente les réservoirs du parc, l'eau de pluie apportant le complément. En 1981, une pompe plus puissante est installée qui alimente également le bassin de Montbauron où des deux bassins restants, un alimente les fontaines.